# Landschaftspark Buchwald

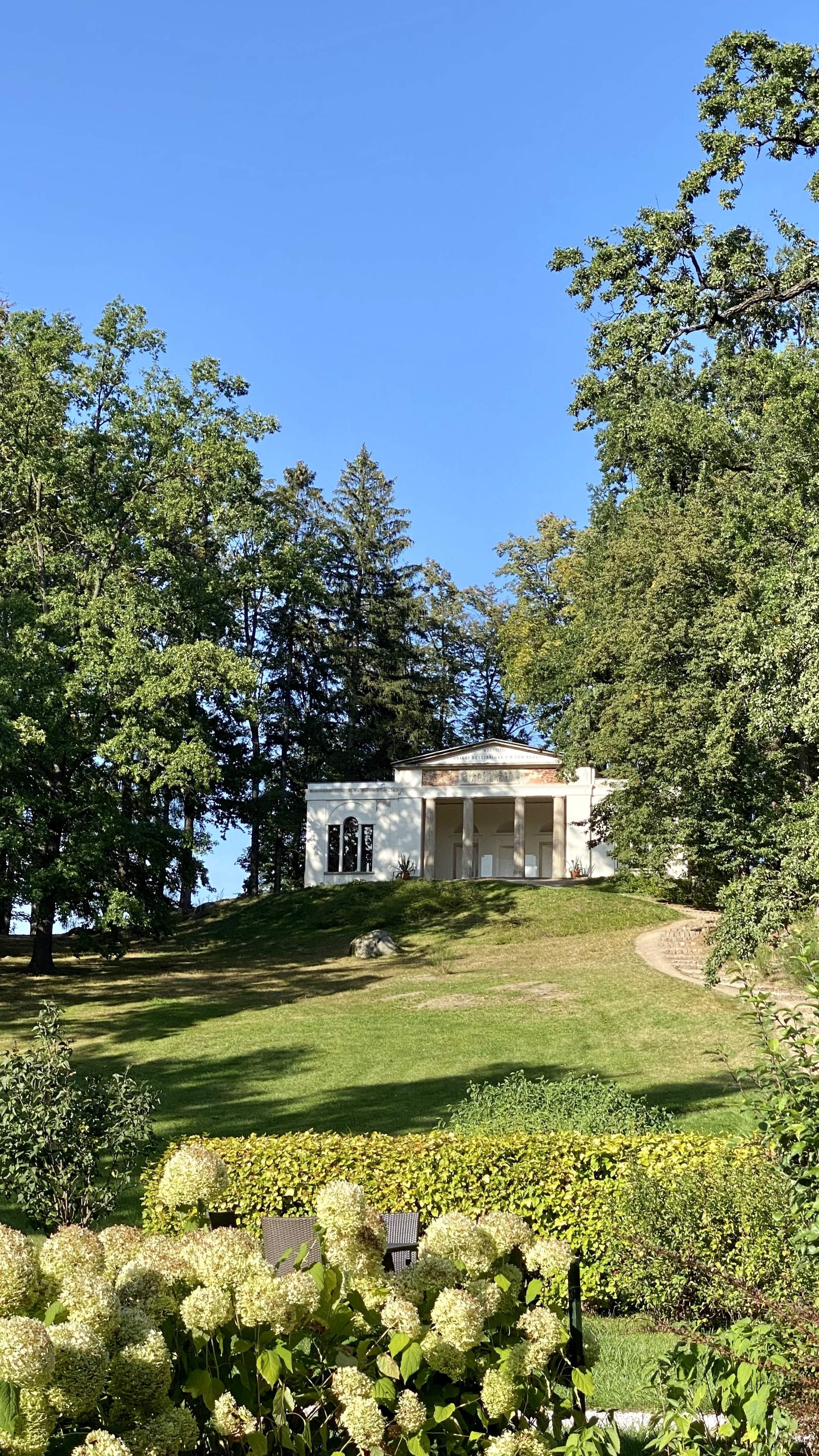
Blick auf das Belvedere (2020)

Der unter Denkmalschutz stehende Landschaftspark Buchwald (Bukowiec) ist ein ca. 125 Hektar großes Ensemble aus Park, Staffagebauten und Gebäuden des ehemaligen Musterguts am Fuße des Riesengebirges. Im Jahre 1785 kaufte der spätere preußische Bergbauminister Graf Friedrich Wilhelm von Reden die Schlossanlage Buchwald mit den umliegenden Liegenschaften.
Durch seine im Dienste der preußischen Regierung durchgeführten ausgedehnten Reisen nach England trug Graf von Reden die Idee des englischen Landschaftsparks nach Schlesien. Der Landschaftspark und das den Park ergänzende landwirtschaftliche Mustergut im schlesischen Buchwald gehören daher neben dem Dessau-Wörlitzer Gartenreich zu den frühesten Adaptionen dieser Strömung auf dem europäischen Kontinent.

## Geographische Lage
Der Landschaftspark Buchwald befindet sich im heutigen Polen an der Verbindungsstraße zwischen den Gemeinden Karpniki (Fischbach) und Kowary (Schmiedeberg) im Hirschberger Tal am nördlichen Fuß des Riesengebirges (Landeshuter Kamm), ca. vierzehn Kilometer südöstlich der Kreisstadt Jelenia Góra (Hirschberg) und 112 Kilometer südwestlich der Woiwodschaftshauptstadt Wroclaw (Breslau) entfernt, auf einer durchschnittlichen Höhe von 400–490 m. ü. M.

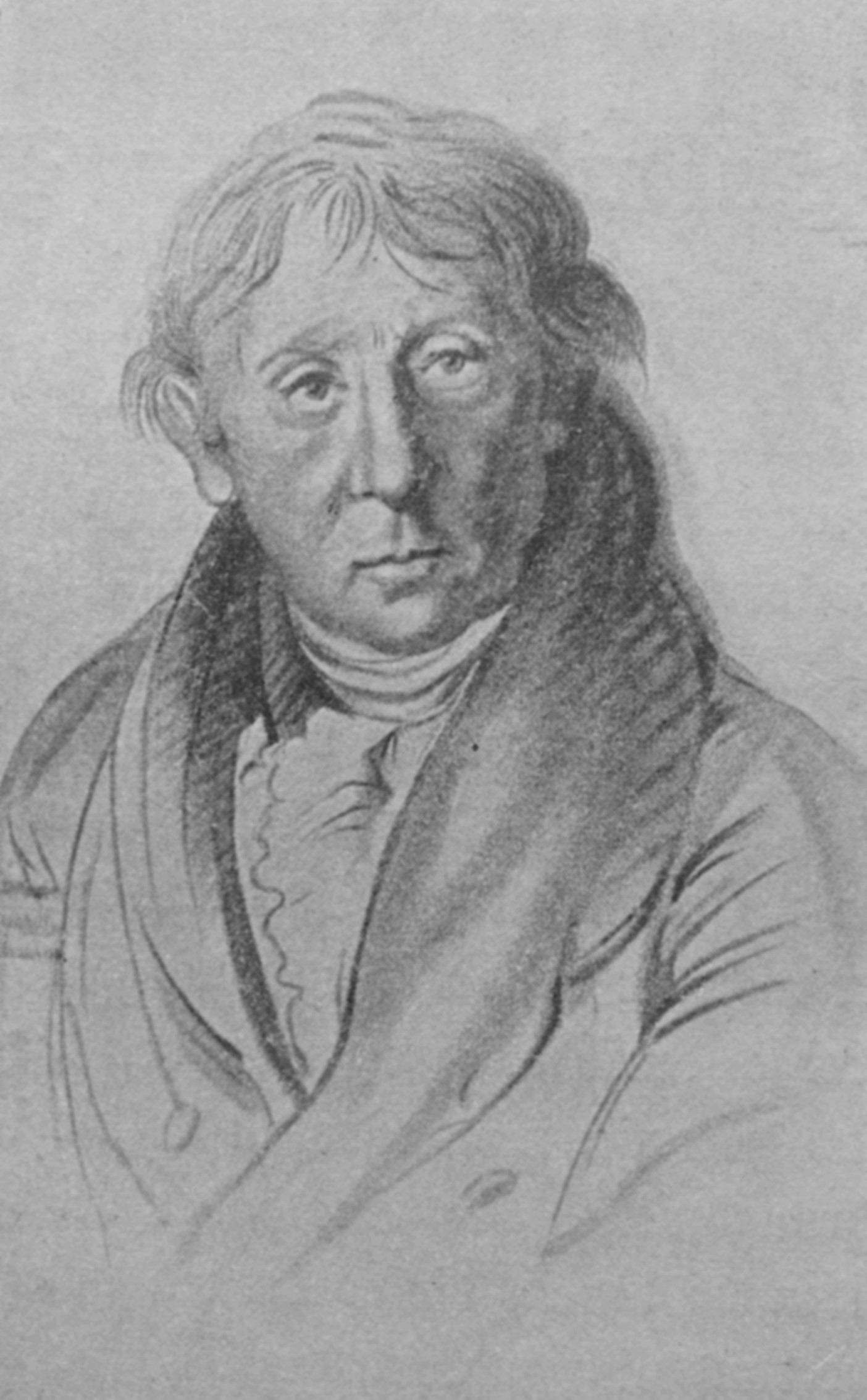
F. W. von Reden

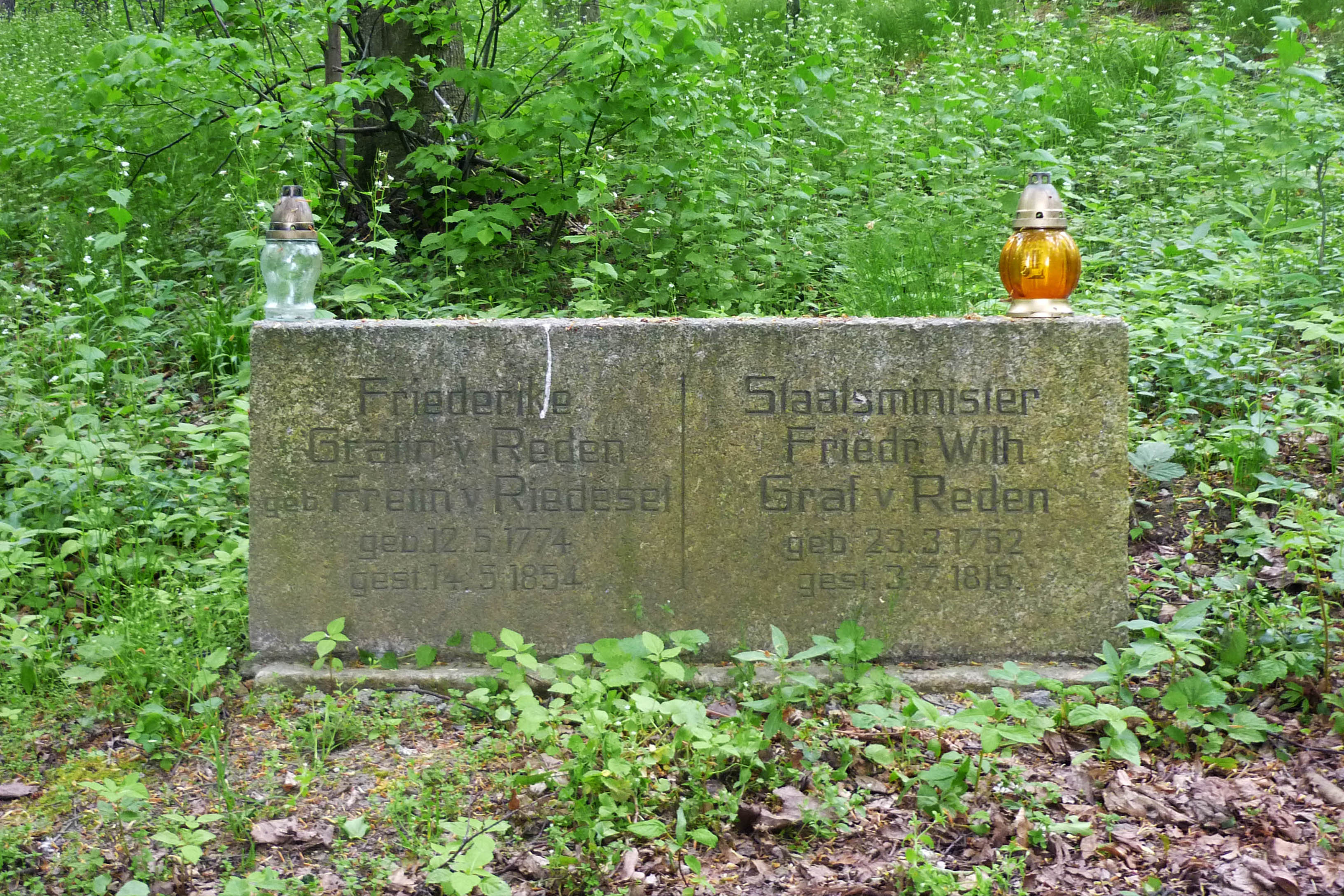
Grabsteine der Familie von Reden. Park.

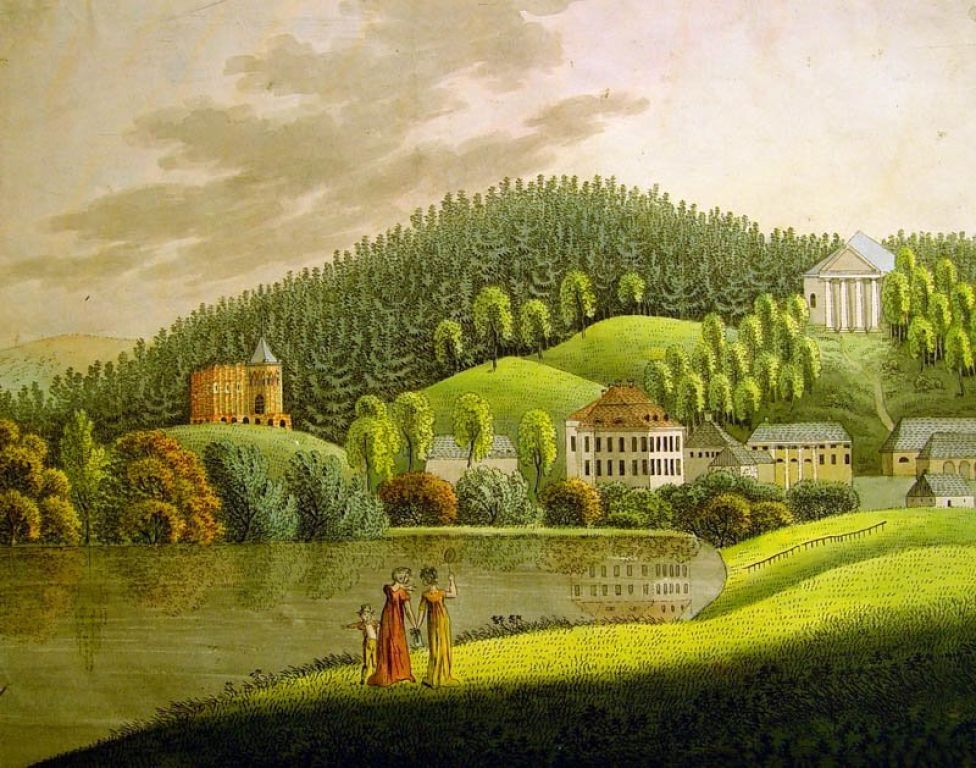
Teilansicht von Schloss, Gut und Landschaftspark Buchwald, Schlesien (1805)

## Geschichte
Nach 1785 bis etwa 1850 entstand der Landschaftspark und auch das Mustergut Buchwald. Heute sind noch die 125 Hektar des Originalumfangs vollständig erhalten. Die Grundzüge der Anlage werden dem Grafen von Reden selbst zugeschrieben, spätestens ab 1795 wurde zudem der Kunstgärtner Hans Karl Walter mit der Ausgestaltung der Anlage betraut. Walter wurde auch mit weiteren Projekten im Hirschberger Tal beauftragt, z. B. dem Schlosspark Warmbrunn, aber auch die gräflich Schaffgottsche Orangerie samt Nutz- und Ziergarten in Bad Warmbrunn.
Die aufgeklärte und progressive Haltung der Eigentümerfamilie (Graf von Reden heiratete 1802 Friederike von Riedesel) sowie die freundschaftlichen Kontakte zum preußischen Hof verliehen der Anlage in der Folge eine große Anziehungskraft. Bedeutende Persönlichkeiten besuchten Schloss und Parkanlage und machten das Ensemble weit über die schlesischen Grenzen bekannt. Vertreter des europäischen Hochadels wie Friedrich Wilhelm III. und dessen Nachfolger Friedrich Wilhelm IV. sowie die russische Zarin Alexandra Fjodorowna und die polnische Fürstin Izabela Czartoryska besuchten teilweise mehrmals die Anlage. Auch auf die Vertreter der geistigen, politischen und künstlerischen Elite übte Buchwald Strahlkraft aus: Caspar David Friedrich fertigte 1810 im Park von Buchwald die Skizzen für das berühmte Gemälde „Dorflandschaft bei Morgenbeleuchtung“ an, der berühmte preußische Staatsmann Freiherr vom Stein besuchte den Park mehrmals.
Vermutlich besuchte auch Johann Wolfgang von Goethe 1790 den im Aufbau befindlichen Park während seines Aufenthalts im Hirschberger Tal auf Durchreise in das entstehende oberschlesische Grubengebiet, zusammen mit Herzog Carl August von Sachsen-Weimar. Nach dem Tode des Grafen Reden 1815 prägte seine Witwe Frederike noch viele Jahre die weitere Entwicklung der Parklandschaft bis zu ihrem Tod 1854. In der Folge fiel Schloss und Park Buchwald im Erbgang an die Familie von Rotenhan, u. a. an Freiherr Hermann von Rotenhan. Inmitten des Areals befanden sich damals auch noch die Gräber der ihr verwandten Grafenfamilie Reden. Die Rotenhan-Erben betrieben das Ensemble samt Guts-Landwirtschaft bis zur Vertreibung / Flucht der Deutschen aus Schlesien 1945. Im kommunistischen Polen wurde der landwirtschaftliche Teil als Staatsgut weiter bewirtschaftet, die nicht mehr gepflegte Parkanlage überwucherte, die eingestreuten Staffagebauten wurden zerstört, transloziert oder verfielen in Situ. Im Jahre 2006 pachtete der polnische Bauunternehmer und Kunstmäzen Piotr Napierała die vollständig verfallene Anlage samt dem stillgelegten und teilweise durch Brandstiftung zerstörten landwirtschaftlichen Gebäuden an und führte Notsicherungen durch. 2010 kaufte und überführte Napierała das Ensemble in die gemeinnützige Stiftung der Schlösser und Gärten im Hirschberger Tal, die seitdem intensiv die Wiederherstellung der Gesamtanlage betreibt.

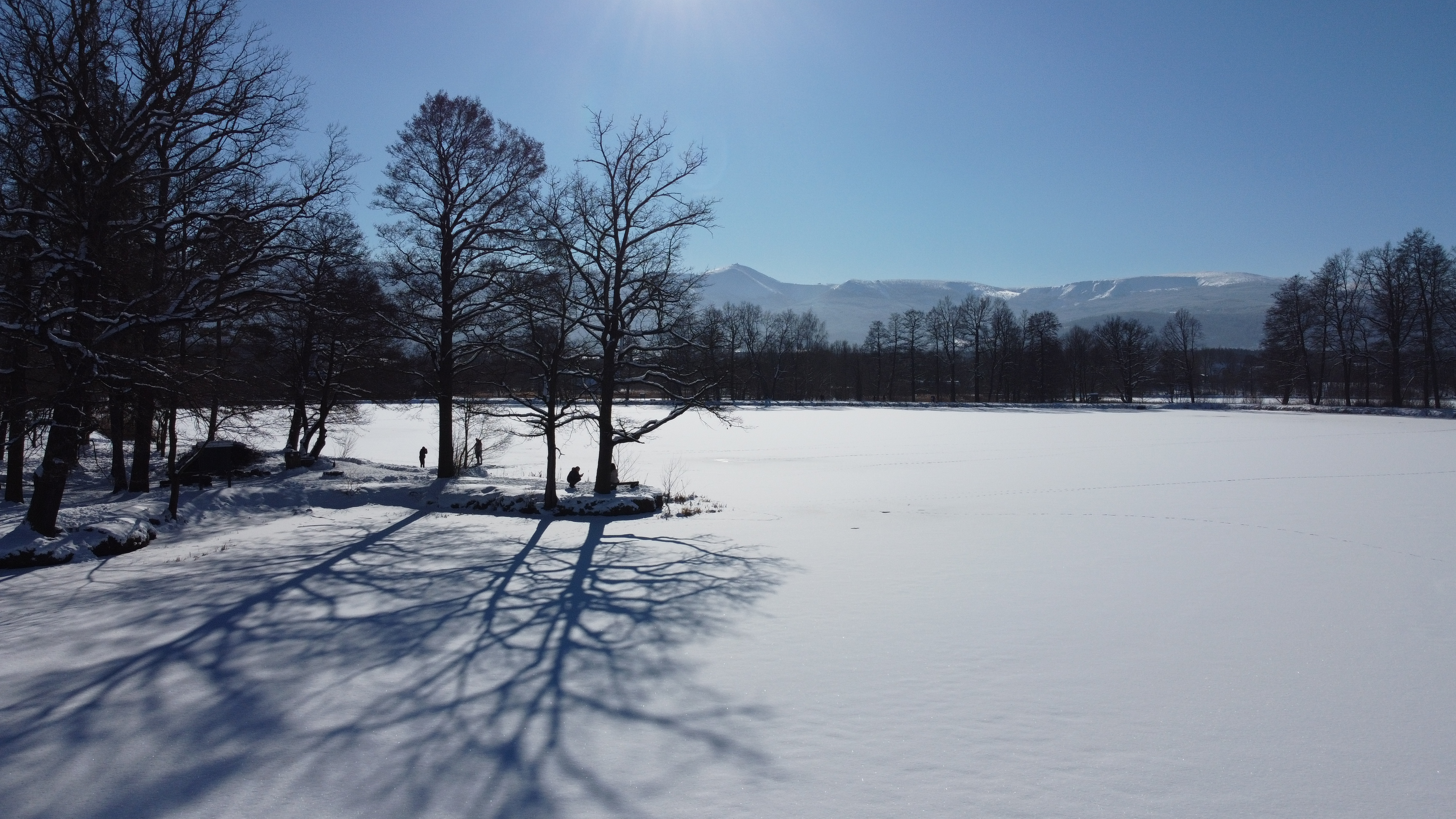
Der „grosse Teich“ im Winter (2021)

## Beschreibung
Der bis heute erhaltenen Teil der Gesamtanlage behandelt in konsequenterweise die Ästhetik und Empfindsamkeit der Romantik. Die Gestaltung folgt dem Prinzip, die äußeren landwirtschaftlich genutzten Bereiche gestalterisch mit den inneren Parkbereichen zu verbinden, vom kleinteiligen gebäudenahen Bereichen bis hin zu den großflächig landwirtschaftlich genutzten Flächen. Die Wechselbeziehungen zwischen landwirtschaftlich und ästhetischen Zwecken vorbehaltenen Gebieten entstanden nach dem Prinzip der englischen Vorlage einer Ornamental Farm. Schließlich bilden sorgfältig gepflegte Wiesen, Felder, Fischteiche, ein Vorwerk und die eingestreuten Staffagebauten den gestalterischen Abschluss und Ergänzung.
Die umgebende Gebirgslandschaft des Riesengebirges wird durch Blickachsen einbezogen, sich schlängelnde Bäche und Gräben beleben den Park als durchdachtes Wassersystem. Ein leicht hügeliges Gelände östlich der Teiche eröffnet das Panorama des Riesengebirges. Nördlich erstreckt sich ein malerischer Hang mit schattigen Wäldern, Hainen und Wiesen. Kleine Ackerfelder führen in Richtung der Teiche und zu den Vorwerkbauten hinab. Im Park befindet sich heute ein dendrologisch instandgesetzer und wertvoller historischer Baumbestand, beispielsweise die Eichenlinie an der Fischteichdämmen, oder die Bündellinden, deren Pflanzung teilweise bis auf den Grafen Reden zurückgehen. Die Teiche werden zu Badezwecken, zur Fischzucht oder auch als unbewirtschaftete Naturschutz- und Ruheflächen genutzt. Durch den Park führt ein beschildertes Wegenetz.

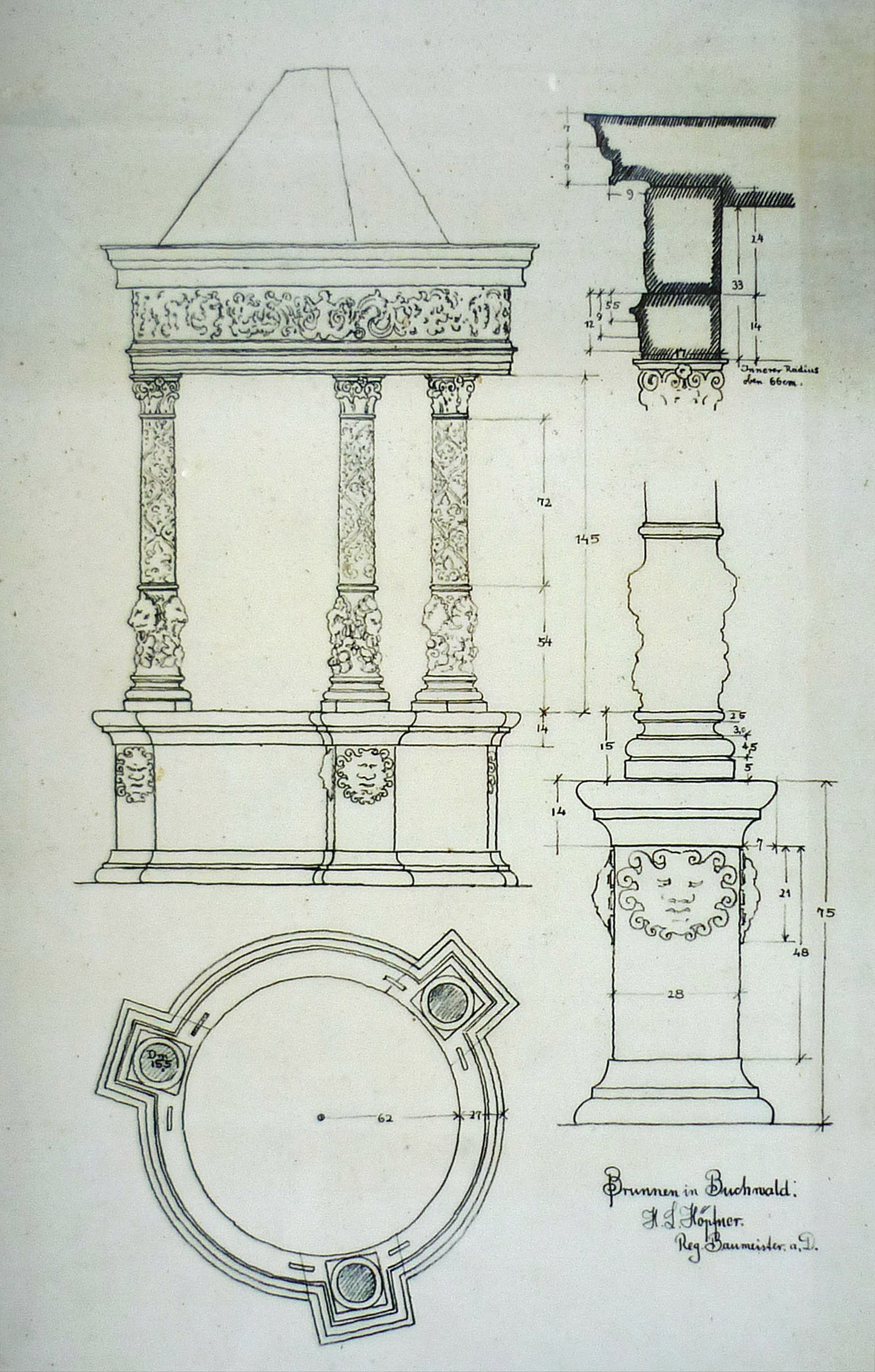
Aufmaßzeichnung zum Renaissancebrunnen.

## Erhaltene und rekonstruierte Bauten im Park
Im Park befinden sich zahlreiche erhaltene und rekonstruierte Gebäude. Ein Teil der baulichen Einstreuungen ist allerdings verloren, der Pavillon am Schlossteich wurde in den 1970ern abgerissen, der Renaissancebrunnen 1938 in den Park von Schloss Namslau transloziert, wo das Objekt heute noch, aber in schlechten Zustand vorhanden ist. Bedeutende erhaltene Objekte sind das als gotische Ruinenkirche entworfene Mausoleum der Familie von Reden (1815), oberhalb der ehemaligen Schafwiese. Außerdem die instandgesetzte sogenannte Kesselburg, eine neoromanische Burgruine, deren Aussichtsplattform einen wunderbaren Blick auf das Hochgebirge bietet.
Im Park befindet sich zudem das in Privatbesitz befindliche Walterhaus, seit 1797 Wohnsitz des mit der Pflege und Entwicklung der Anlage betrauten Kunstgärtners Walter. Rekonstruiert ist das Fischerhaus in der Nähe des Badeteichs, in dem heute ein Teil des gastronomischen Angebots der Stiftung untergebracht ist. Vollständig wiederhergestellt ist seit 2023 die Exedra von Ludwig Persius (1845), unter Einbeziehung der geborgenen historischen Bauteile der Bank. Prominent auf einem Hügel mit Blick auf die Schneekoppe gelegen ist zudem das sogenannte Belvedere. Der im Stil eines antiken Tempels gehaltene Bau mit Tympanon, wiederhergestelltem Fries und auf vier dorischen Säulen gelagertem Architrav bestimmt ästhetisch den inneren Bereich der Parkanlage.

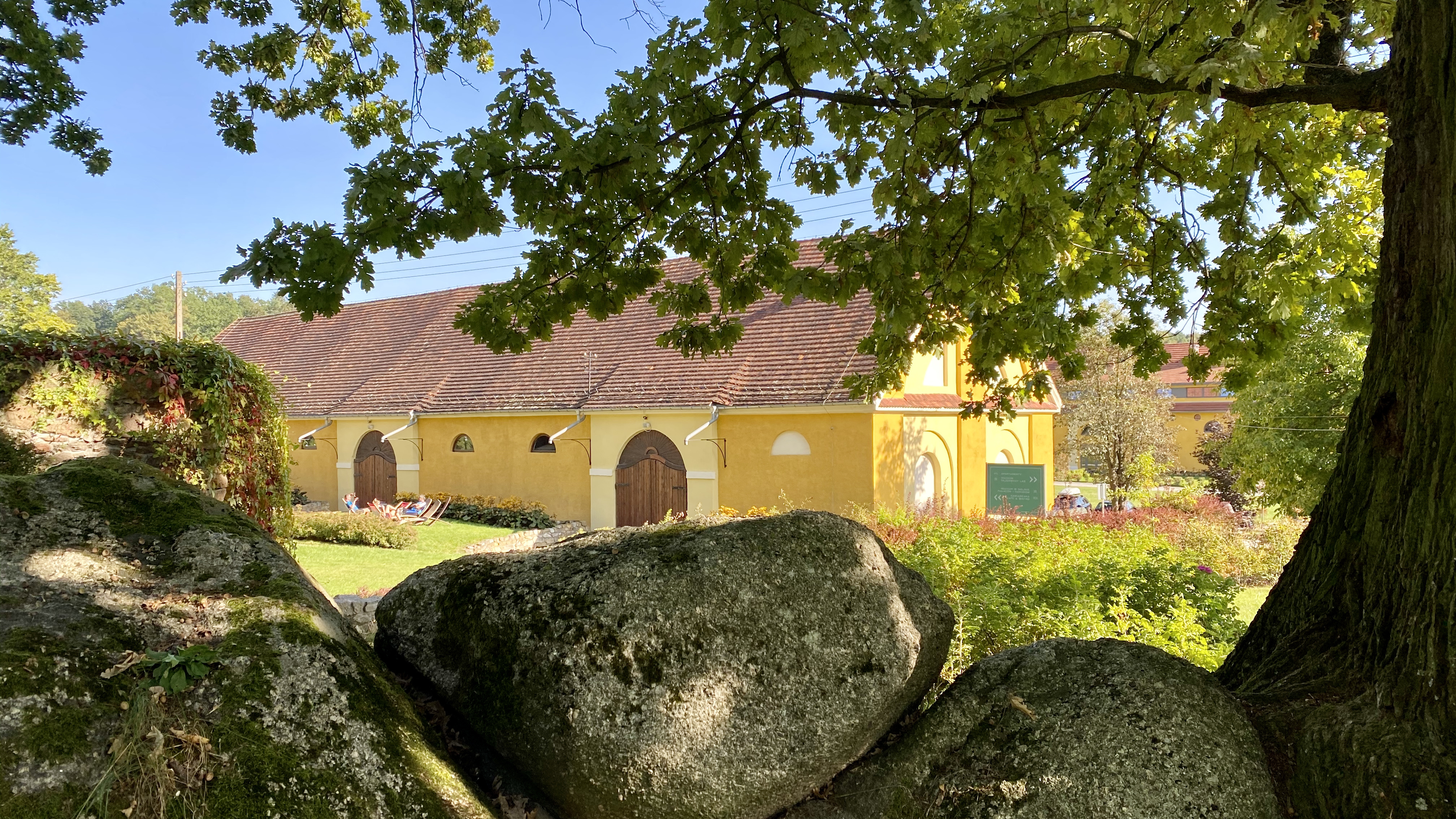
Blick auf die Künstlerscheune

## Bauten des Wirtschaftshofes
Zur Parkanlage gehört zudem das ehemalige Dominium des Grafen Reden, um 1800 im Stil des Palladianismus durch den Langhans-Schüler Carl Gottfried Geißler errichtet. Die durch Brandstiftung zerstörte Dreiseitenscheune wartet auf Rekonstruktion. Wiederhergestellt ist der ehemalige Schafstall, heute als Veranstaltungsort sowie für Künstlerateliers genutzt.
Außerdem sind im Dachgeschoss Übernachtungsmöglichkeiten sowie ein Büro des deutsch-polnischen Vereins zur Pflege schlesischer Kunst und Kultur untergebracht. Komplett im Originalzustand mit historischem Dachstuhl erhalten ist die heutige „Künstlerscheune“, die für Großveranstaltungen wie das Festival del Arte seitens der Stiftung genutzt wird und eine Dauerausstellung über das Tal der Schlösser und Gärten beherbergt. Im ehemaligen Verwaltungsbau, ebenfalls in der Geißlerischen Originalfassung erhalten, sind heute Ferienappartements untergebracht. Die ehemalige Brauerei wurde nach 1990 privatisiert und überbaut und befindet sich nicht im Stiftungsbesitz. Das Gebäudeensemble wird durch die ehemalige Schankhalle abgeschlossen, in der heute die Stiftungsverwaltung sowie eine gartenhistorische Ausstellung untergebracht ist.

## Übersicht der Einzelobjekte
| Objekt (deutsch) | Lage   | Bild |
| --- | ------ | ---- |
| Belvedere | (Lage) |      |
| Sichtachse vom Belvedere – Panorama Riesengebirge                                                                                     | (Lage) |      |
| Felsgruppe | (Lage) |      |
| Gedenkstein für den schlesischen Geographen, Naturforscher und Pfarrer Johann Adam Valentin Weigel (1740–1806) (nicht mehr vorhanden) | (Lage) |      |
| Gärtnerhaus des Gartenarchitekten Hans Karl Walter (1797) mit Blumengarten                                                            | (Lage) |      |
| Mooshaus (nicht mehr vorhanden) | (Lage) |      |
| Linden, im Bündel gepflanzt | (Lage) |      |
| Aussichtsturm (Hopfenturm) | (Lage) |      |
| Kesselburg (künstliche Ruine) | (Lage) |      |
| Pappeln, im Bündel gepflanzt | (Lage) |      |
| Ring von Druidensteinen | (Lage) |      |
| Steinteich – Hort der Wasservögel | (Lage) |      |
| Insel im Steinteich | (Lage) |      |
| Sumpf – Feuchtgebiete (Biotop) | (Lage) |      |
| Zwei Eichen als Gedenkort für Friederike und Friedrich von Reden                                                                      | (Lage) |      |
| Wiesenteich oder Schwanenteich – Hort der Wasservögel                                                                                 | (Lage) |      |
| Nistwald | (Lage) |      |
| Badeteich (Großer Teich) | (Lage) |      |
| Auwald |        |      |
| Eichen am Damm (vgl. C. D. Friedrich: Der einsame Baum)                                                                               | (Lage) |      |
| Renaissance-Brunnen (nicht mehr vorhanden)                                                                                            | (Lage) |      |
| Abteiruine (1815) mit Mausoleum | (Lage) |      |
| Grabkreuze an der Abteiruine | (Lage) |      |
| Felsenhöhle über dem Eglitzbach | (Lage) |      |
| Eglitzbach oder Iselbach | (Lage) |      |
| Grotte am Kapellenteich (Ponura-Kapelle)                                                                                              | (Lage) |      |
| Kapellenteich | (Lage) |      |
| Kapellenteich – Poetengarten |        |      |
| Gartenteich mit Wasserlilien | (Lage) |      |
| Weidenallee | (Lage) |      |
| Anlegestelle | (Lage) |      |
| Ehemalige Mühle | (Lage) |      |
| Fischerhütte | (Lage) |      |
| ehem. Brauerei, Verwaltung der Stiftung                                                                                               | (Lage) |      |
| Verwaltergebäude | (Lage) |      |
| Künstlerscheune | (Lage) |      |
| Pergola | (Lage) |      |
| Schloss Buchwald | (Lage) |      |
| Teehaus am Schlossteich (nicht mehr vorhanden)                                                                                        | (Lage) |      |
| Exedra von Ludwig Persius (1845), 2023 rekonstruiert                                                                                  | (Lage) |      |
| Mühlenteich | (Lage) |      |
| Hechtteich | (Lage) |      |
| Langer Teich | (Lage) |      |
| Quirl-Teich | (Lage) |      |